# بني مرغنين
جماعة بني مرغنين جماعة قروية تابعة لقبيلة تمسمان الريفية الأمازيغية بإقليم الدريوش وتتموقع في شمال غرب هذا الإقليم في شمال المغرب. تحد شمالا بالبحر الأبيض المتوسط وبجماعة بودينار التي تتبع مثلها لنفس القبيلة، وشرقا بجماعة تاليليت التابعة لقبية آيت أوليشك، أما جنوبا فتحد بكل من جماعات تمسمان التابعة أيضا لقبيلة تمسمان وجماعة إجرماواس التابعة لقبيلة آيت توزين، ومن الغرب تحد بجماعة تروكوت التابعة أيضا لقبلة تمسمان. يبلغ عدد سكان الجماعة حوالي 7158 نسمة حسب إحصاء سنة 2004.

## التقسيم الإداري
من بين القرى والدواوير المكونة لجماعة بني مرغنين نجد
- ثقسفت ندهار
- إعسوثن
- آيت مايت
- إحماموثن
- إهرامن
- إتاجري
- إزرفانن
- امعمران
- إبغلين
- إحجامن
- إلوزيرن
- إلحيانن
- إشرقين
- إحلوين
- عين مكثير
- أيت مرغنين